# Тійт Вяхі
Тійт Вягі (ест. Tiit Vähi; нар. 10 січня 1947) — естонський державний діяч, прем'єр-міністр Естонії у 1992 та 1995–1997 роках від Коаліційної партії Естонії.

## Життєпис
Народився 10 січня 1947 року у місті Валга, закінчив Талліннський політехнічний інститут.
Був одним з організаторів Народного фронту Естонії, 1989 року став міністром транспорту та зв'язку Естонської РСР (з 8 травня 1990 — Естонської Республіки), цей пост він займав до 1992 року. 1992 року очолив уряд. Під час його правління було введено нову валюту — крону й почалась велика приватизація державної власності. У виборах до Рійгікогу 1992 року участі не брав. 1993 очолив Коаліційну партію.
На виборах до Рійґікоґу 1995 блок Коаліційної партії Естонії та Народного союзу Естонії здобула перемогу і він знову став прем'єр-міністром. 25 лютого 1997 подав у відставку через суперечності з членами своєї ж партії. 27 лютого 1997 прем'єр-міністром став Март Сііманн.